# Linia kolejowa Biarozki – Kasciukouka
Linia kolejowa Biarozki – Kasciukouka – linia kolejowa na Białorusi łącząca przystanek i mijankę Biarozki ze stacją Kasciukouka. Stanowi wschodnią obwodnicę kolejową Homla.
Linia znajduje się w Homlu i w rejonie homelskim (obwód homelski).
Linia w całości jest niezelektryfikowana i jednotorowa. Odbywa się na niej kołowy ruch pociągów pasażerskich z i do stacji Homel. Prowadzony jest on zgodnie z ruchem wskazówek zegara (Homel - Soż - Ipuć - Homel).